# 波尔多法院
波尔多法院（法語：Palais de justice de Bordeaux）位于法国阿基坦大区吉伦特省波尔多的加布里埃尔广场2号，靠近加龙河河岸。
其旧楼建于1839年到1846年，由建筑师约瑟夫·阿道夫·Thiac设计，其新古典主义风格受到古希腊-古罗马的影响，体现法律的严肃性和严谨性。建筑前方有孟德斯鸠和洛皮塔尔·米歇尔德等人的雕塑。1979年被列为法国历史古迹。
法院新楼于1998年落成，由建筑师理查德·罗杰斯设计。这是一座令人惊叹的建筑，象征着法律的透明度。